# Christopher Massey
Christopher Massey (Atlanta, Georgia, 26 de enero de 1990) es un actor retirado estadounidense conocido por coprotagonizar la serie de Nickelodeon Zoey 101, donde interpretaba el papel de Michael Barret.

## Carrera
Massey comenzó su carrera como actor a una edad temprana, apareciendo en comerciales de Cap'n Crunch y Pop Tarts. También ha hecho una aparición especial en Punk'd. En 2002 ganó el Premio Artista Joven a Artista Joven Sobresaliente en Teatro en Vivo por su papel de Simba Joven en El Rey León.
Massey tuvo su primer papel protagónico como Michael Barret en el programa de televisión de Nickelodeon, Zoey 101. Cuando el programa debutó en enero de 2005, atrajo a una mayor cantidad de espectadores de 9 a 14 años que cualquier estreno en la red en los ocho años anteriores. Zoey 101 fue nominada a un premio Emmy por Programa Infantil Sobresaliente en 2005.
En 2012 tuvo una aparición en la serie Switched at Birth en su episodio "Tree of Forgiveness".
Massey, junto con algunos de sus excompañeros de Zoey 101, aparecieron como invitados en la serie All That.
El 12 de enero de 2023, Jamie Lynn Spears anunció que había comenzado la producción de una secuela titulada Zoey 102, que se estrenará en 2023 en Paramount+, con los miembros del reparto de la serie original. Massey retomará su papel como Michael Barrett. La película se estrenó el 27 de julio de 2023.

## Vida personal
Massey es hermano del también actor Kyle Massey, conocido por interpretar a Cory, en las series Disney That's So Raven y Cory in the House. Ambos hicieron una pequeña aparición en uno de los vídeos de MileyMandyshow, vídeos realizados por la actriz y cantante Miley Cyrus y su amiga Mandy Jiroux, de las que también son grandes amigos. Tiene tres hijos, dos de ellas en su relación con la actriz Shar Jackson, Mariah y Bella; y un hijo varón llamado Carter, fruto de su relación con Bria Miller, con quien estuvo comprometido en 2020.
Massey es superdotado y ha participado en múltiples conferencias, junto con varios otros jóvenes superdotados en la capital de la nación americana. Es gran amigo del también actor Matthew Underwood, su compañero del elenco Zoey 101.
Está retirado del mundo de la actuación desde el año 2009.

### Arresto
En abril de 2016, TMZ informó que Massey había sido arrestado y acusado de violencia doméstica en contra de su esposa Shar Jackson, luego de un incidente que involucró a Jackson cuando salían de un club nocturno. Massey negó las acusaciones de que había empujado a Jackson y dijo que los dos habían estado discutiendo en voz alta cuando ella se cayó, lo que hizo que la seguridad supusiera que él la había empujado. Jackson se negó a presentar cargos contra Massey.

## Fílmografía
| Películas y Series de Televisión | Películas y Series de Televisión     | Películas y Series de Televisión | Películas y Series de Televisión                                  |
| Año                              | Título                               | Personaje                        | Notas                                                             |
| -------------------------------- | ------------------------------------ | -------------------------------- | ----------------------------------------------------------------- |
| 2000                             | Color Me Gay                         | Turd Burglar #2                  | Película (cameo)                                                  |
| 2002                             | The Parkers                          | Justin                           | Un episodio. Serie de televisión                                  |
| 2002                             | That Was Then                        | Desconocido                      | Serie de televisión                                               |
| 2002                             | The District                         | Kenyon                           | Un episodio (cameo)                                               |
| 2003                             | Yes, Dear                            | Chico #2                         | Un episodio (cameo)                                               |
| 2004                             | That's So Raven                      | Jeremy                           | Rol menor                                                         |
| 2005—2008                        | Zoey 101                             | Michael Barrett                  | Elenco principal, serie de TV Nickelodeon (64 episodios)          |
| 2007                             | City Girls                           | Sean Jackson                     | Película                                                          |
| 2012                             | Switched at Birth                    | Super Jesus                      | Estrella invitada. 1 episodio. Serie de televisión de ABC Family. |
| 2023                             | Zoey 102                             | Michael Barrett                  | Elenco principal, película de TV Paramount+                       |
| Premios                          |                                      |                                  |                                                                   |
| Año                              | Premios                              | Rol                              | Notas                                                             |
| 2006                             | Nickelodeon Kids Choice Awards 2006  | Él mismo                         | Show del sábado en la mañana                                      |
| 2008                             | The 2008 World Magic Awards          | Él mismo                         | Está como el representante                                        |
| 2009                             | Nickelodeon Kids' Choice Awards 2009 | Él mismo                         |                                                                   |